# Жёны Карны

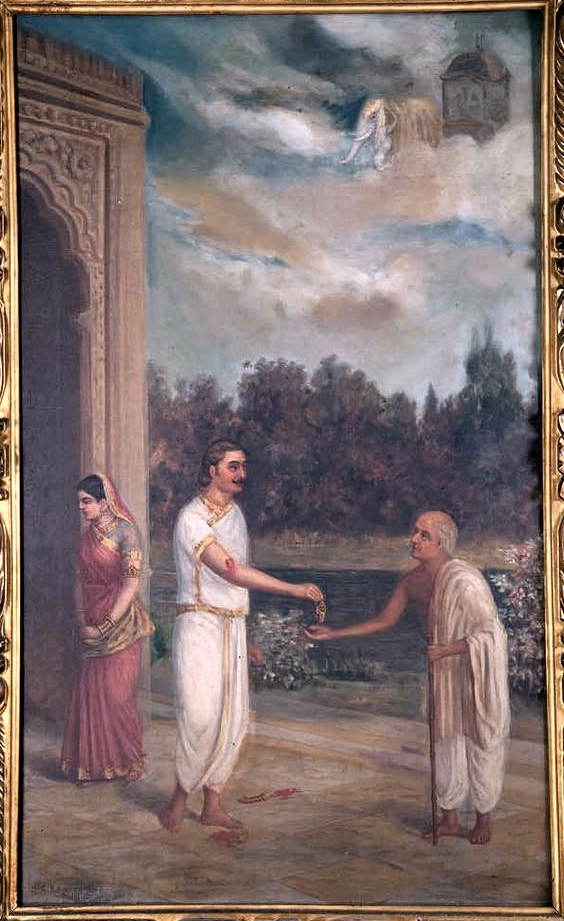
Карна (в центре) жертвует своими божественными доспехами, а его жена наблюдает за ним — сцена из «Махабхараты». Автор Бамапада Банерджи.

В индуистском эпосе Махабхарата женой воина Карны является Падмавати, а в Стрипарве она упоминается как мать Вришасены и Сушены, самых выдающихся сыновей Карны.
В разных историях многие женщины упоминаются как жёны Карны. Также сообщаются имена многих близки Карне подруг. В «Махабхарате» Карна женат на двух женщинах — Врушали и Суприи. В отличие от этого, в тамильской пьесе «Карна Мокшам» супругой Карны называется Поннуруви, которая в «Махабхарате» Вьясы фигурирует под именем Падмавати. Эпос Карнабхарам сообщает, что женой Карны является Урви.

## В Махабхарате
Жены Карны играют важную роль в эпосе. Падмавати была главным героем «Махабхараты» после битвы на Курукшетры. Она была матерью доблестного Вришакету, коронованного как царь Индрапрастхи. В Удйогапарве Махабхараты Карна разговаривает с Кришной, объясняя свою приверженность своим приемным родителям, и упоминает своих жён.

А когда я вступил в юношеский возраст, он [Адхиратха] сам женил меня, (избрав мне) жен, о Кешава! От них родились у меня сыновья и внуки, О Джанардана! И к ним же привязано мое сердце, о Кришна, всеми узами любви и страсти!— Карна, перевод В. И. Кальянова
В эпосе «Стрипарва» Гандхари, мать Дурьодханы (антагониста «Махабхараты»), описывает горе женщин после войны на Курукшетре. Печаль жены Карны также была описана.

Смотри, вот супруга Карны, мать Вришасены тоже на землю пала, рыдает и жалобно причитает:

«Поистине, проклятье наставника тебя в тот миг настигло, когда колесо твое земля поглотила, а после у тебя, окруженного врагами, Завоеватель богатств средь битвы отсек стрелою голову!» Увы, вот и сама рыдающая, тяжко страдающая мать Сушены при виде Карны, не сломленного духом, мощнодланного, (по-прежнему) украшенного золотою гривной — лишившись чувств, упала. Немногое уцелело после плотоядных (хищников), со всех сторон обгрызших тело, о великий духом! Вид этот столь же мало радует, как (вид ущербной) луны в четырнадцатую ночь темной половины месяца! Беспокойная, она то рухнет на землю, то снова встает, в печали; то вдохнет запах лица Карны, то возрыдает, скорбя также и об убитом сыне.— Гандхари, перевод С. Л. Невелевой и Я. В. Василькова

## В производной литературе

### Врушали
Врушали, или Вришали (санскр. वृषाली, IAST: vṛṣālī) — первая из двух самых известных жен Карны. Её история приведена в романах на маратхи «Радхея» (Ранджита Десаи) и «Мритунджая» (Шиваджи Саванта) и пересказывается во многих современных адаптациях, основанных на жизни Карны.
Как и Карна, Врушали принадлежала к сообществу Сута (возничих) и с детства была хорошей подругой Карны. Когда Карна вырос, Адхиратха выбрал её невестой для своего сына. Её описывают как мудрую и благочестивую. После смерти своих сыновей и мужа она закончила свою жизнь на погребальном костре мужа.

### Суприя
Суприя (санскр. सुप्रिया, IAST: Supriyā) — вторая жена Карны. По словам ученого Прадипа Бхаттачарьи, Суприя придемана Шиваджи Савантом, и её имя соответствует имени Субхадры.
В Мритунджайе Суприя — служанка Бханумати, царевны Калинги. Когда царь Калинги организует сваямвару Бханумати, Дурьодхана с помощью Карны похищает Бханумати и женится на ней. Дурьодхана выдает Суприю замуж за Карну.

### Падмавати
Падмавати — жена Карны согласно «Махабхарате» Вьясы. Она была горничной царевны Асавари. Они были спасены Карной от нападавших. Когда Карна просит у отца Асавари, царя, её руки, царь отверг её брак с Карной. Позже Карна напал на него во время сваймвары Асавари. Карна спросил её, не хочет ли она выйти за него замуж. Она сказала, что сделает всё, чтобы спасти своего отца. Затем Карна вместо этого принимает в жены её служанку Падмавати. Падмавати, выйдя за него замуж, отправляется с ним в царство Анга.

### Поннуруви
Поннуруви — жена Карны в Карнамокшаме Каттаиккутту, тамильской драме, написанной Пукалентиппулаваром около 2000 лет назад. Она играет в нём главную роль и изображена как царевна из кшатриев (воинов). В пьесе она принцесса Калинги, и история её замужества основана на повествовании Махабхараты о похищении принцессы Калинги. Хотя принцесса выходит замуж за Дурьодхану в оригинальном эпосе, в этом варианте сюжета она замужем за Карной, потому что именно он прикоснулся к ней во время её похищения.
Карнамокшам изображает её относящейся к Карне неуважительно, поскольку его происхождение неизвестно, и она считает, что он принадлежит к низшей касте. Она даже не позволяет Карне прикасаться к своему сыну. Однако, когда Карна раскрывает свое истинное происхождение перед тем, как отправиться на Курукшетру, её отношение резко меняется, и она извиняется. Она советует Карне не убивать Пандавов (братьев по матери Карны). Она также советует ему оставить сторону Дурьодханы. Однако Карна отказывается, так как считает Дурьодхану своим настоящим другом. После того, как Карна погибает на войне, Поннуруви оплакивает его смерть.

### Уруви
Уруви — жена Карны в эпосе Карнабхарам, написанном Бхасой в шестом веке до нашей эры. Некоторые описания, включающие имя Уруви, основаны на Поннуруви. В романе Уруви изображена как вторая жена Карны, первой из которых была Врушали.
Она также упомянута в книге Кавиты Кейн «Карна: жена изгоя», но с другой историей. Уруви описывается как кшатрийская царевна Пухии, вымышленного царства в романе, и Уруви — дочь его царя Вашухи и Шубры. Уруви влюбляется в Карну, но, будучи из высшей касты, её семья хочет, чтобы она вышла замуж за Арджуну, а не за Карну. Однако, когда её сваямвара была организована, она выбирает Карну в мужья. В романе она всегда пытается увести Карну от Дурьодханы, но это ей не удаётся. Уруви ставит под сомнение социальную несправедливость, и её чувство нейтралитета восхваляется на протяжении всего романа.